# Semaeomyia trinidadensis
Semaeomyia trinidadensis är en stekelart som först beskrevs av William Harris Ashmead 1901.  Semaeomyia trinidadensis ingår i släktet Semaeomyia och familjen hungersteklar. Inga underarter finns listade i Catalogue of Life.